# おおつきべるの
おおつき べるの（8月31日 - ）は、日本の漫画家、イラストレーター。主にゲームのコミカライズを中心に手がけている。

## 来歴
1995年、角川書店コンプティークのイラストでデビュー。同誌に連載された上崎よーいちのリプレイ小説『妖幻三國志』の挿絵が船戸明里の目に止まり、ネバーランドカンパニーの『仙窟活龍大戦カオスシード』のイメージイラストを手がける。近年はファイナルファンタジーシリーズのコミカライズなど漫画家として活動している。代表作はファイナルファンタジーXI ぼくらのきもち Boy meets Girl

## 作品リスト

### 単行本
- 『ダンジョンセイバー ノースホルン物語』（スクウェア・エニックス、2000年8月）
- 『ファイナルファンタジーXI ぼくらのきもち Boy meets Girl』（Bros.comics EX、エンターブレイン、2005年9月）
- 『ファイナルファンタジーXI てっぺんのうた Boy meets Girl 2』（Bros.comics EX、エンターブレイン、2007年3月）
- 『ファイナルファンタジーXI アトルガンへいこう!』（ファミ通クリアコミックス、エンターブレイン、2010年6月）
- 『ファイナルファンタジーXI またあした』（ファミ通クリアコミックス、エンターブレイン、2010年11月）
- 『ファイナルファンタジーXI 未来への約束』（ファミ通クリアコミックス、エンターブレイン、2012年6月）

### 連載
- 『ダンジョンセイバー』（スクウェア・エニックス『月刊少年ガンガン』2000年5月号-8月号）
- 『ファイナルファンタジーXI Boy meets Girl V』（ファミ通コミッククリア 2011年6月24日 - 2012年3月30日）
- 『ファイナルファンタジー Boy meets Girl』（コミックヴァナ通 vol.1-7）

### アンソロジーコミック
- 『幻想水滸伝ブランチ 4コマ&ショートコミックアンソロジー』（あすかコミックスDX、角川書店、2001年11月）
- 『まんがでわかる 日本の古典大事典』（学研まんが日本の古典、学研プラス、監修：吉野朋美、2016年11月）

### ゲーム
- 『仙窟活龍大戦カオスシード』ネバーランドカンパニー 1998年 イメージイラスト
- 『ダンジョンセイバー』 J・ウイング 2000年 キャラクターデザイン
- 『幻想水滸伝 紡がれし百年の時』コナミデジタルエンタテインメント 2012年 キャラクターデザイン
- 『大航海時代V』コーエーテクモゲームス 2014年- サブキャラクターデザイン

### イラスト
- 『シュバルツシルトEX 鉄鎖の星群』 （著:上崎よーいち、角川書店『コンプティーク』、1995年8-11月号）
- 『アマランスⅣ』 （著:上崎よーいち、角川書店『コンプティーク』、1995年10月号-1996年1月号）
- 『三國志V 妖幻三國志』（著:上崎よーいち、角川書店『コンプティーク』、1996年2-10月号）
- 『ブランディッシュVT 優しすぎのsummoner』（著:上崎よーいち、角川書店『コンプティーク』、1996年11月号-1997年3月号）
- 『ロックマンDASH 鋼の冒険心 完全攻略ガイド』（覇王ゲームスペシャル113、講談社、1998年2月 ISBN 4063431134）
- 『ロマンスは剣の輝き2公式ガイド Emotional fanbook』（角川書店、2000年5月）
- 『ステラデウス アンソロジーコミックス』（宙出版、2005年2月） ※表紙のみ
- 『アザイナガマサ 浅井長政』（著:安曽了、GUMノベルスhistorie、ワニブックス、2010年11月）
- 『土方歳三』（著:藤咲あゆな、新・歴史人物伝、駒草出版、2018年7月）
- 『織田信長』（著:藤咲あゆな、新・歴史人物伝、駒草出版、2018年10月）

### コラム
- 「おおつきべるののスポンジになりたい」角川書店『コンプティーク』1998年6月号
- 「おおつきべるののとっとコレ」マイクロマガジン社『ゲーム探偵団』2007年11月号